# Dirka po Španiji 1947
Dirka po Španiji 1947 (špansko Vuelta a España 1947) je 7. izvedba dirke po Španiji, tritedenske moške cestne kolesarske etapne dirke. Začela se je 12. maja v Madridu in končala 5. junija v Madridu. Sodelovalo je 47 kolesarjev iz štirih držav. Rumeno majico je prvič osvojil Edouard Van Dyck, drugo mesto Manuel Costa, tretje pa Delio Rodríguez. Modro majico je osvojil Delio Rodríguez, zeleno majico pa Emilio Rodríguez.

## Ekipe
- Belgija
- Nizozemska
- Italija
- Španija

## Etape
| Etapa | Datum    | Štart/Cilj               | Razdalja | Tip     | Tip                  | Zmagovalec                  |
| ----- | -------- | ------------------------ | -------- | ------- | -------------------- | --------------------------- |
| 1     | 12. maj  | Madrid – Albacete        | 243 km   |         |                      | Delio Rodríguez (ESP)       |
| 2     | 13. maj  | Albacete – Murcia        | 146 km   |         |                      | Emilio Rodríguez (ESP)      |
| 3     | 14. maj  | Murcia – Alcoy           | 135 km   |         |                      | Julián Berrendero (ESP)     |
| 4     | 15. maj  | Alcoy – Castellón        | 175 km   |         |                      | Adolphe Deledda (ITA)       |
| 5     | 16. maj  | Castellón – Tarragona    | 222 km   |         |                      | Delio Rodríguez (ESP)       |
| 6     | 18. maj  | Tarragona – Barcelona    | 119 km   |         |                      | Cipriano Aguirrezabal (ESP) |
| 7     | 19. maj  | Barcelona – Lleida       | 162 km   |         |                      | Cipriano Aguirrezabal (ESP) |
| 8     | 20. maj  | Lleida – Zaragoza        | 144 km   |         |                      | Delio Rodríguez (ESP)       |
| 9     | 21. maj  | Zaragoza – Pamplona      | 176 km   |         |                      | Félix Adriano (ITA)         |
| 10    | 22. maj  | Pamplona – San Sebastián | 107 km   |         |                      | Delio Rodríguez (ESP)       |
| 11    | 23. maj  | San Sebastián – Bilbao   | 229 km   |         |                      | Félix Adriano (ITA)         |
| 12    | 24. maj  | Bilbao – Santander       | 212 km   |         |                      | Félix Adriano (ITA)         |
| 13    | 25. maj  | Santander – Reinosa      | 201 km   |         |                      | Joaquín Jiménez (ESP)       |
| 14    | 26. maj  | Reinosa – Gijón          | 204 km   |         |                      | Delio Rodríguez (ESP)       |
| 15    | 27. maj  | Gijón – Oviedo           | 105 km   |         |                      | Delio Rodríguez (ESP)       |
| 16a   | 28. maj  | Oviedo – Luarca          | 101 km   |         |                      | Bruno Bertolucci (ITA)      |
| 16b   | 28. maj  | Luarca – Ribadeo         | 70 km    |         | posamični kronometer | Edward Van Dijck (BEL)      |
| 17    | 29. maj  | Ribadeo – Ferrol         | 159 km   |         |                      | Senén Mesa (ESP)            |
| 18    | 30. maj  | Ferrol – La Coruña       | 70 km    |         |                      | Delio Rodríguez (ESP)       |
| 19    | 31. maj  | La Coruña – Vigo         | 180 km   |         |                      | Alejandro Fombellida (ESP)  |
| 20    | 1. junij | Vigo – Ourense           | 105 km   |         |                      | Félix Adriano (ITA)         |
| 21    | 2. junij | Ourense – Astorga        | 228 km   |         |                      | Alejandro Fombellida (ESP)  |
| 22    | 3. junij | Astorga – León           | 47 km    |         | posamični kronometer | Edward Van Dijck (BEL)      |
| 23    | 4. junij | León – Valladolid        | 133 km   |         |                      | Delio Rodríguez (ESP)       |
| 24    | 5. junij | Valladolid – Madrid      | 220 km   |         |                      | Joaquín Olmos (ESP)         |
|       | Skupaj   | Skupaj                   | 3893 km  | 3893 km | 3893 km              | 3893 km                     |

## Končna razvrstitev
| Legenda | Legenda                                    | Legenda | Legenda                         |
| ------- | ------------------------------------------ | ------- | ------------------------------- |
|         | Predstavlja vodilnega v skupnem seštevku   |         | Predstavlja vodilnega po točkah |
|         | Predstavlja vodilnega v gorski razvrstitvi |         |                                 |

### Rumena majica
| Poz. | Kolesar                 | Čas          |
| ---- | ----------------------- | ------------ |
| 1    | Edouard Van Dyck        | 132h 27' 00" |
| 2    | Manuel Costa            | + 2' 14"     |
| 3    | Delio Rodríguez         | + 11' 04"    |
| 4    | Emilio Rodríguez        | + 25' 55"    |
| 5    | Joaquim Olmos           | + 39' 55s    |
| 6    | Julián Berrendero       | + 40' 30"    |
| 7    | Domenico Pedrali        | + 52' 58"    |
| 8    | Felix Adriano           | + 1h 00' 09" |
| 9    | Henri Renders           | + 1h 04' 30" |
| 10   | José Perez De Las Heras | + 1h 18' 55" |
| 11   | Frans Pauwels           |              |
| 12   | Pedro Font              |              |
| 13   | José Lahoz              |              |
| 14   | Vicente Carretero       |              |
| 15   | José Antonio Landa      |              |
| 16   | Charles Van De Voorde   |              |
| 17   | Senen Blanco            |              |
| 18   | Joaquim Jiménez         |              |
| 19   | José Escolano           |              |
| 20   | Arturo Ponte            |              |
| 21   | Andres Moran            |              |
| 22   | Bruno Bertolucci        |              |
| 23   | Alejandro Fombellida    |              |
| 24   | José Casorran           |              |
| 25   | Martin Mancisidor       |              |